# Escobaria laredoi
Escobaria laredoi es una especie fanerógama perteneciente a la familia Cactaceae. 

## Descripción
Es una planta que crece con muchos tallos y a menudo formando colonias grandes y compactas. Es esférica a ligeramente alargada y tiene un diámetro de 4 a 4,5 centímetros. Las areolas son de 10 a 12 milímetros de largo. Las cuatro a cinco espinas centrales son ascendentes, fuertes y rígidas, de 1,1 a 1,4 centímetros. Las aproximadamente 33 espinas radiales son desiguales, radiantes, blancas, rígidas, rectas a curvadas de 0,6 a 1,2 centímetros de largo.
Las flores de color rojizo-lavanda magenta de 1,5 a 1,7 centímetros de largo y llegan a un diámetro de 0,8 a 1 centímetro. Los frutos, más o menos, de color rosado lavanda a verde pálido miden de 1,2 a 1,4 centímetros de largo.

## Distribución
Escobaria laredoi se encuentra  en el mexicano estado de Coahuila. 

## Taxonomía
Escobaria laredoi fue descrita por (Glass & R.A.Foster) N.P.Taylor y publicado en Cact. Succ. J. Gr. Brit. 41: 20, en el año 1979.
Etimología
Escobaria: nombre genérico otorgado en honor de los agrónomos mexicanos Rómulo Escobar Zerman (1882–1946) y Numa Pompilio Escobar Zerman (1874–1949).
El epíteto específico laredoi rinde homenaje al jardinero mexicano Mathias Laredo.
Sinonimia
- Coryphantha laredoi
- Escobaria rigida[4][5]